# Sowjetischer Eishockeypokal 1961
Die Saison 1961 war die siebte Austragung des sowjetischen Eishockeypokals. Pokalsieger wurde zum vierten Mal ZSKA Moskau. Bester Torschütze des Turniers war Alexander Almetow von ZSKA Moskau mit elf Toren.

## Teilnehmer
- Gorod Elektrostal
- Torpedo Gorki
- SKA Kalinin
- Kirowez Leningrad
- LIISchT Leningrad
- SKA Leningrad
- Dynamo Moskau
- Krylja Sowetow Moskau
- Lokomotive Moskau
- Spartak Moskau
- ZSKA Moskau
- Spartak Omsk
- Metallurg Nowokusnezk
- Dynamo Nowosibirsk
- Molot Perm
- Daugava Riga
- Spartak Swerdlowsk
- Traktor Tscheljabinsk
- Chimik Woskressensk

## Ergebnisse

### Sechzehntelfinale
| Spartak Omsk       | 4:1, 4:3 | Metallurg Nowokusnezk |
| Spartak Swerdlowsk | 5:2, 5:1 | LIIHT Leningrad       |
| Daugava Riga       | 2:6, 2:6 | Kirowez Leningrad     |

### Achtelfinale
| Spartak Moskau        | 3:4, 2:7      | Torpedo Gorki         |
| Traktor Tscheljabinsk | (W)*          | Molot Perm            |
| SKA Kalinin           | 3:5, 6:3, 7:3 | Krylja Sowetow Moskau |
| Dynamo Nowosibirsk    | 1:1, 2:4, 6:3 | Spartak Omsk          |
| Kirowez Leningrad     | (W)*          | Spartak Swerdlowsk    |
| Dynamo Moskau         | 4:4, 0:6, 4:4 | Lokomotive Moskau     |
| SKA Leningrad         | 0:4, 6:3, 2:5 | Gorod Elektrostal     |
| Chimik Woskressensk   | 1:3, 3:2, 1:3 | ZSKA Moskau           |

### Viertelfinale
| Torpedo Gorki     | (W)*     | Traktor Tscheljabinsk |
| SKA Kalinin       | (W)*     | Dynamo Nowosibirsk    |
| Kirowez Leningrad | 2:5, 3:8 | Lokomotive Moskau     |
| Gorod Elektrostal | 2:7, 1:6 | ZSKA Moskau           |

### Halbfinale
| Torpedo Gorki     | 3:4, 4:3, 6:4 | SKA Kalinin |
| Lokomotive Moskau | 2:7, 1:6      | ZSKA Moskau |

### Finale
| ZSKA Moskau | 5:1, 15:4, 6:3 | Torpedo Gorki |

(Anmerkung: * Sieg, da der Gegner nicht antrat)

## Pokalsieger
| Pokalsieger ZSKA Moskau | Torhüter: Juri Owtschukow, Nikolai Putschkow Verteidiger: Juri Baulin, Wladimir Breschnew, Wiktor Kuskin, Genrich Sidorenkow, Nikolai Sologubow, Iwan Tregubow, Nikolai Morosow Angreifer: Weniamin Alexandrow, Alexander Almetow, Wladimir Brunow, Igor Dekonski, Wiktor Glagonew, Wladimir Kisseljow, Juri Kopylow, Konstantin Loktew, Juri Pantjuchow, Walentin Senjuschkin, Wladimir Wassiljew, Leonid Wolkow Cheftrainer: Alexander Winogradow |